# Слободница
Слободница је насељено место у саставу општине Сибињ у Бродско-посавској жупанији, Република Хрватска.

## Историја
До територијалне реорганизације у Хрватској налазила се у саставу старе општине Славонски Брод.

## Становништво
На попису становништва 2011. године, Слободница је имала 1.557 становника.

## Попис1991.
На попису становништва 1991. године, насељено место Слободница је имало 1.302 становника, следећег националног састава:
| Попис 1991.‍   | Попис 1991.‍  | Попис 1991.‍ | Попис 1991.‍ | Попис 1991.‍ |
| ------------- | ------------ | ----------- | ----------- | ----------- |
|               |              |             |             |             |
| Хрвати        | Хрвати       |             | 1.140       | 87,55%      |
| Срби          | Срби         |             | 42          | 3,22%       |
| Југословени   | Југословени  |             | 31          | 2,38%       |
| Украјинци     | Украјинци    |             | 18          | 1,38%       |
| Муслимани     | Муслимани    |             | 2           | 0,15%       |
| Црногорци     | Црногорци    |             | 2           | 0,15%       |
| Руси          | Руси         |             | 1           | 0,07%       |
| Словенци      | Словенци     |             | 1           | 0,07%       |
| неопредељени  | неопредељени |             | 18          | 1,38%       |
| непознато     | непознато    |             | 47          | 3,60%       |
| укупно: 1.302 |              |             |             |             |